# Gonomyia circumcincta
Gonomyia circumcincta là một loài ruồi trong họ Limoniidae. Chúng phân bố ở miền Australasia.